# 23 avril 2013
Le mardi 23 avril 2013 est le 113e jour de l'année 2013.

## Décès
- Bob Brozman (né le 8 mars 1954), guitariste et chanteur américain
- Carlos Ansaldo (né le 7 octobre 1926), journaliste chilien
- Gerd Deumlich (né le 26 juin 1929), journaliste et homme politique allemand
- Jean Joseph Gustave Léonard (né en 1920), botaniste belge
- Shamshad Begum (née le 14 avril 1919), chanteuse indienne
- Tony Grealish (né le 21 septembre 1956), joueur de football britannique
- Vincent Merle (né le 3 janvier 1950), pédagogue français
- Walter Boeykens (né le 6 janvier 1938), clarinettiste

## Événements
- En France, la loi autorisant le mariage entre personnes du même sexe est adoptée.
- Sortie du film Bridegroom
- Sortie du jeu vidéo Dead Island Riptide
- Sortie du jeu vidéo Don't Starve
- Sortie du jeu vidéo Kantai Collection
- Sortie de l'album Reincarnated
- Sortie du jeu vidéo Star Trek
- Sortie de la chanson Super Collider
- Début de la série télévisée Teen Titans Go!
- Sortie de la chanson Young and Beautiful